# Hsu Hao
Hsu Hao es un personaje ficticio de la serie de juegos de lucha Mortal Kombat. Hizo su debut en Mortal Kombat Deadly Alliance. Hsu Hao es un mercenario chino de origen mongolés que es parte del clan Dragón Rojo.

## Biografía ficticia
Miembro del Dragón Rojo, el deber de Hsu Hao era infiltrarse en las Fuerzas Especiales y dirigirles disimuladamente hacia los miembros del Dragón Negro. Una vez que el Dragón Negro fue aparentemente destruido, a Hsu Hao se le ordenó seguir en las Fuerzas Especiales como espía hasta nueva orden. Esta llegó cuando su superior, Mavado, le ordenó destruir el portal dimensional de la Agencia de Investigación de Otros Reinos que llevaba al Mundo Exterior. Hsu Hao no deshonraría a su clan; completaría su misión a cualquier precio. Hsu Hao tuvo acceso a una bomba de iones y se infiltró en la base acorazada subterránea de la agencia. Evitando a Jax a duras penas, Hsu Hao activó el portal hacia el Mundo Exterior, activó la bomba, y atravesó el portal antes de la explosión. La Agencia fue destruida y con ella cualquier viaje interdimensional desde el Reino de la Tierra. Hsu Hao ahora debe contactar con Mavado en el Mundo Exterior para recibir las instrucciones de su próxima misión.
En Mortal Kombat 11, se revela que Hsu Hao fue asesinado por el mercenario Erron Black.

## Apariciones en los juegos

### Mortal Kombat: Deadly Alliance

#### Final
Parecía que Quan Chi estaba demostrando ser un poderoso aliado y estaba dispuesto a ayudar al Dragón Rojo en su lucha por la dominación de la Tierra. Como muestra de fe, Mavado aceptó destruir a los enemigos de Quan Chi, este sospechaba de la traición de Shang Tsung. Había pruebas de que Shang Tsung se había aliado con los dos oni conocidos como Drahmin y Moloch. Las nuevas órdenes de Hsu Hao eran eliminar al hechicero Shang Tsung antes de que los oni atacaran a Quan Chi.

### Mortal Kombat: Armageddon

#### Final
Asesinado por la onda de choque de la muerte violenta de Blaze, el alma corrupta de Hsu Hao descendió al Infierno.  Cuando su alma comenzó a recuperar un cuerpo físico, Hsu Hao se convirtió en su verdadero yo: un demonio de vacío y desolación.  Liderando una horda oni, derrotó a Shinnok y sus secuaces.  Él ahora se sienta en el trono del Reino del Infiero.